# Astaenomoechus parvosetosus
Astaenomoechus parvosetosus är en skalbaggsart som beskrevs av Henry Fuller Howden och Gill 2003. Astaenomoechus parvosetosus ingår i släktet Astaenomoechus och familjen Hybosoridae. Inga underarter finns listade.